# Friedrich Schiller
Johann Christoph Friedrich von Schiller, nemški zdravnik, pesnik, dramatik, zgodovinar in filozof, * 10. november 1759, Marbach, Baden-Württemberg, Nemčija, † 9. maj 1805, Weimar, Turingija, Nemčija. 1802 povzdignjen v plemiški stan.
Schiller, ki velja za enega izmed najpomembnejših nemških lirikov in dramatikov, spada poleg Goetheja, Wielanda in Herderja k najvidnejšim predstavnikom weimarskega klasicizma. Njegove drame spadajo v standardni repertoar gledališč nemškega govornega področja, njegova refleksivna lirika je postala zgled, njegove balade pa spadajo med najbolj priljubljene pesmi nemške poezije. 
Študiral je medicino na vojni akademiji. Po uprizoritvi Razbojnikov je pobegnil iz Stuttgarta, živel je v Mannheimu, Leipzigu in Dresdenu. Tam ga je doletela gmotna stiska in bolezen, nato je sodeloval z Goethejem. Postal je profesor zgodovine in filozofije na Univerzi v Jeni. Tam je pisal refleksivno liriko in parabolične balade, skupaj z Goethejem pa Xennien. Njegove mladostniške 'viharniške' drame slavijo upor zoper tiranstvo (Razbojniki, Kovarstvo in ljubezen, Don Carlos), v zreli dobi pa dovršene idejne drame (moralna svoboda, kljub tragičnemu propadu junaka). V svojih delih pa je izpričal vero nemškega idealizma v duha in človeka (Wallenstein, Marija Stuart, Devica Orleanska, Viljem Tell). Razpravljal je tudi o etičnih nalogah lirske umetnosti (O naivnem in sentimentalnem pesništvu).
Po njem je imenovana Univerza Friedricha Schillerja v Jeni.

## Življenjepis

### Otroška leta, šolanje in prvi uspehi
Friedrich Schiller se je rodil leta 1759 v Marbachu, Württemberg kot drugi izmed šestih otrok in edini sin očetu Johannu Casparju Schillerju, ki je bil oficir in ranocelnik, ter mami Elisabethi Dorothei Schiller, rojeni Kodweiβ. Zaradi očetove službe se je leta 1763 družina preselila v Lorch, kmalu po rojstvu Friedrichove sestre Luise pa v Ludwigsburg, kjer je leta 1766 Schiller pričel s šolanjem na tamkajšnji humanistični gimnaziji. V tem času je že napisal prvi dve gledališki deli Absalon (Absalon) in Kristjani (Die Christen), ki pa se žal nista ohranili. 
Leta 1773 je vojvoda Baden-Württenberga Karl Eugen ustanovil vojaško šolo, saj je želel na ta način povečati število sposobnih oficirjev. Sinovi oficirjev in uradnikov, med katerimi je bil tudi Schiller, so se morali vpisati na Karlovo vojaško akademijo. Schiller je pričel s študijem prava. Zaradi strogega vojaškega urjenja je še pri petnajstih letih močil posteljo ter bil zaradi tega dvakrat močno kaznovan. Kljub vsemu pa je s tovariši skrivaj njuhal tobak ter prebiral prepovedana literarna dela. 
Ko so akademijo leta 1775 z gradu Solitude prestavili v center mesta Stuttgart, je Schiller namesto prava pričel s študijem medicine. Ob tem ni izgubil zanimanja za literaturo. Prebiral je predvsem dela viharnikov (Sturm und Drang) ter pesmi Klopstocka, ob njih pa dela Plutarha, Shakespearja, Voltaira in Rousseauja. V tem letu je napisal dramo Študent iz Nassava (Der Student aus Nassau), ki se prav tako ni ohranila, ter prvo objavljeno pesem Večer (Der Abend). Po sedmih letih pedantne vojaške discipline, ki je narekovala dneve brez počitka, komaj kaj prostega časa in celo nadzorovane sprehode s starši, je Schiller leta 1780 z dizertacijo Poskus razprave o povezavi med človeškim nagonom in duhom (Versuch über den Zusammenhang der thierischen Natur des Menschen mit seiner geistigen) končal študij medicine. Kot štabni zdravnik je še dve leti živel v njegovi »jami preizkušenj«, kot je Stuttgart sam imenoval. 
Še kot gojenec vojaške akademije je pričel Schiller leta 1777 s pisanjem drame Razbojniki (Die Räuber), ki jo je zaključil in anonimno natisnil leta 1781. Stroške tiska je moral poravnati sam. Premiero Razbojnikov si je 13. januarja 1782 v gledališču v Mannheimu, ki ga je takrat vodil Wolfgang Heribert von Dalberg, kljub prepovedi vojvode skupaj s prijateljem Streicherjem ogledal tudi Schiller, zaradi česar je moral na ukaz vojvode štirinajst dni preživeti v priporu, vojvoda pa mu je prepovedal tudi pisanje komedij in „podobnih reči“. Svobodnjaška mladina je na jugu Nemčije pokazala svoje navdušenje nad delom z ustanavljanjem številnih razbojniških tolp.

### Beg iz Stuttgarta
V noči iz 22. na 23. september 1782 je Schiller s prijateljem Andreasom Streicherjem zbežal iz Stuttgarta v Mannheim, kjer je Dalbergu predstavil novo dramo Fiescova zarota (Die Verschwörung des Fiesco zu Genua). Dalberg je dramo zavrnil, za Schillerja pa je sledilo obdobje potovanj v Frankfurt na Majni, Oggersheim in Bauerbach (Turingija). Za zapise o Schillerjevem begu se lahko zahvalimo Streicherju, ki je napisal knjigo Schillerjev beg iz Stuttgarta in bivanje v Mannheimu od leta 1782 do 1785 (Schillers Flucht von Stuttgart und Aufenthalt in Mannheim von 1782 do 1785). 
S pomočjo prijatelja iz študijskih let, Wilhelma von Wolzogna, se je lahko Schiller v decembru 1782 nastanil pri Wolzognovi mami Henrietti von Wolzogen v Bauerbachu, kjer je dokončal delo Luise Millerin in pričel s pisanjem dramatične pesmi Don Karlos, ter z dramo Marija Stuart (Maria Stuart). V sosednjem mestecu Meiningen, kjer je Schiller večkrat obiskal knjižnico, je spoznal bibliotekarja in kasneje prijatelja Reinwalda, ki je Schillerja redno zalagal z gradivom, sam pa je kasneje poročil Schillerjevo sestro Christophino.

### Mannheim
Kljub temu, da je Dalberg Schillerjevo delo že enkrat zavrnil, je pesnika tokrat julija 1783 povabil v Mannheim, kjer mu je ponudil službo pisca gledaliških del. Septembra 1783 je Friedrich zbolel za malarijo, ki je bila zaradi vlažnih tal ob Renu pogost pojav. Poleg slabih izkušenj iz Mannheima pa so bile seveda tudi dobre. Premiero sta doživeli dve njegovi deli, januarja 1784 Fiesco, aprila istega leta pa je bila to Luise Millerin, ki jo je August Wilhelm Iffland kasneje preimenoval v Spletkarstvo in ljubezen (Kabale und Liebe). Schiller je z branjem prvega dejanja Dona Carlosa, ki mu ga je omogočila znanka iz Mannheima Charlotte von Kalb, navdušil samega vojvodo regije Sachsen–Weimarja Carla Augusta, za kar je od njega v decembru 1784 prejel naziv regijskega svetovalca. Po enem letu pogodbenega dela v gledališču se je Friedrich odločil, da pogodbe ne bo podaljšal, zaradi česar je zapadel v globoke dolgove. 

### Leipzig in Dresden
Aprila 1785 se je Schiller preselil v Leipzig k prijatelju Christianu Gottfriedu Körnerju, ki mu je pomagal prebroditi finančno stistko. Schillerjevo prijateljstvo s Körnerjem se je razvilo v juniju 1784 iz anonimnega pisma, ki sta ga Schillerju napisala Ludwig Ferdinand Huber in Körner. Körnerja in njegovega prijatelja Ludwiga Ferdinanda Huberja je družba močno obsojala zaradi stanovsko neprimernega razmerja s sestrama Minno in Doro Stock. V pismu Schillerju sta prijatelja pisala o njunem navdušenju nad dramo Spletkarstvo in ljubezen (Kabale und Liebe), s katero sta se zaradi družbene kritike lahko identificirala. To pismo je bilo le začetek dopisovanja. Körnerjevo navdušenje nad Schillerjevim ustvarjanjem je pripomoglo k temu, da je med letoma 1812 in 1816 izdal zbrana Schillerjeva dela. 
Schiller je v enem izmed pisem zaupal Körnerju, da ga je Johann Christoph Bode vabil k prostozidarjem. Körner mu je prostozidarstvo odsvetoval, na njegovo prošnjo pa je za prostozidarsko ložo »K trem mečem«. (Zu den drei Schwertern) nastala oda Hvalospev radosti (Ode an die Freude). To delo je Schillerja pripeljalo v manjše mestece Blasewitz, kjer je spoznal Johanne Justine Segedin, hčer lastnika gostilne, ki se še danes imenuje Schillerjev vrt (Schillersgarten). Kot »Gustel von Blasewitz« jo je v petem prizoru Valenštajna (Wallensteins Lager) za vedno ovekovečil.

### Weimar
21. julija 1787 je Schiller odpotoval v Weimar, kjer se je spoznal s Herderjem, Wielandom in prvim kantovcem Carlom Leonhardom Reinholdom, ki je Schillerja prepričal, da je pričel s študijo Kanta na podlagi Kantovih spisov iz časopisa „Berlinische Monatschrift“. V Rudolstadtu je med potovanjem spoznal Charlotte von Lengefeld in njeno sestro Carolino, bolj poznano po imenu Caroline von Wolzogen. Caroline je zaslovela z romanom Lilijska Agnes (Agnes von Lilien), ki ga je objavila v Schillerjevem časopisu „Die Horen“, kar bi lahko bil vzrok, da so ga dolgo časa pripisovali Schillerju samemu.
Dramo Don Karlos, ki jo je Schiller zaključil leta 1787 v gostilni Pri jelenu, danes Schillerjev kot (Gasthof zum Hirsch, danes Schillerecke), je dal še v istem letu natisniti. 7. septembra 1788, ko se je Goethe vrnil s potovanja po Italiji, sta se pri družini Lengefeld v Rudolstadtu prvič srečala Schiller in Goethe, a se iz tega ni takoj razvilo globoko prijateljstvo. Schiller je nadaljeval s pisanjem historičnih del. V istem letu je dokončal delo Zgodovina padca združene Nizozemske (Geschichte des Abfalls der Vereinigten Niederlande von der spanischen Regierung), zaradi katerega je v letu 1788 pridobil profesuro na Univerzi v Jeni, in delo Dvanajst pisem o Don Karlosu (Briefe über „Don Karlos“). Ali je bil Schiller prostozidar ali ne, se ne ve točno. Sam je v desetem Pismu o Donu Karlosu zapisal, da ni bil ne iluminat in ne prostozidar, medtem ko sta se dva prostozidarja iz Rudolsadta pritoževala nad zaprtjem prostozidarske lože, v katero je bil vključen celo Schiller.

### Profesor zgodovine v Jeni
Schiller je pričel leta 1789 s poučevanjem zgodovine na Univerzi v Jeni, čeprav je bil prvotno zaposlen kot profesor filozofije. Veliko težo za pridobitev zaposlitve na univerzi je imelo Schillerjevo omenjeno delo Zgodovina padca združene Nizozemske, priljubljenost in prepoznavnost zaradi drame Razbojniki, pa mu je zagotovila zanimanje ljudi za njegova predavanja. Tako se je lahko že po uvodnem predavanju z naslovom »Kaj pomeni in kdaj se študira univerzalno zgodovino?« (Was heißt und zu welchem Ende studiert man Universalgeschichte?) iz prenapolnjene male predavalnice prestavil v veliko.
Istega leta se je Friedrich spoprijateljil z Wilhelmom von Humboldtom; izšel je roman Videc duhov (Der Geisterseher), na obisku pri svoji sestri Christophini in svaku Reinwaldu v Meiningenu je spoznal vojvodo Georga I., ki je Schillerju podelil naziv dvornega svetnika, sreča pa se mu je pošteno nasmehnila, ko se je 22. februarja 1790 v zdajšnji »Schillerjevi cerkvi« v Jeni poročil s Charlotte von Lengefeld. Že eno leto kasneje se jima je rodil prvi otrok Karl Friedrich Ludwig. Vse to so bili znaki, da se bo marsikaj v njegovem življenju, na družinskem in službenem področju, obrnilo na bolje.

### Bolezen in zanimanje za Kanta
Že eno leto kasneje pa je Schiller zbolel za tuberkolozo. Kolaps njegovega zdravja sta spremljala kašelj in večkratne izgube zavesti in da bi mu omogočila preživetje, sta mu decembra 1791 graf Heinrich von Schimmerlmann ter Friedrich Christian von Augustenburg zagotovila letno rento v višini 1000 talarjev, ki se mu je izplačevala pet let. Kljub bolezni mu je uspelo dokončati Zgodovino tridesetletne vojne (Die Geschichte des Dreiβigjährigen Krieges), Novo Thalio (Neue Thalia) ter O tragični umetnosti (Über die tragische Kunst).
Leta 1794 je Schiller spoznal založnika Friedricha Cotto, ki je bil pripravljen izdajati mesečnik „Die Horen“ in „Musenalmanach“. Rezultat Friedrichovega zanimanja za Kantovo filozofijo, predvsem za filozofijo o estetiki, ki jo je Kant obravnaval v svojem delu Kritika razsodnosti (Kritik der Urteilskraft), so bile številne študije, kot npr. O milini in dostojanstvu (Über Anmut und Würde) in O estetski vzgoji človeka (Über die ästhetische Erziehung des Menschen).
Zaradi Razbojnikov so Schillerja leta 1792 poleg Friedricha Gottlieba Klobstocka, Johanna Heinricha Campeja, Johanna Heinricha Pestalozzija, Georga Washingtona in Tadeusza Kościuszka izbrali za častnega državljana Francoske republike. Verjetno je več k temu nazivu prispeval Schillerjev sloves upornika, kot pa njegovo delo. Proti francoski revoluciji ni bil negativno nastrojen, je pa zelo hitro spredvidel način vladanja jakobincev, ki je bil naravnan proti svobodi ljudstva in proti ljudstvu samem.

### Prijateljstvo z Goethejem
Goethe je Schillerju dovolil sodelovati pri nastajanju mesečnika „Die Horen“ in iz tega sodelovanja, se je razvilo prijateljstvo ter dopisovanje. Septembra 1794 je živel Schiller celo dva tedna pri Goetheju, kjer se je moral navaditi na njegov tempo življenja. Spalo se je do opoldneva, delalo pa se je ponoči. Goethe je vedel, da je Schiller zelo konservativen, zato je dva tedna pred njim skrival svojo življenjsko sopotnico Christiane Vulpius, njuno divjo zvezo, ter njunega petletnega sina. Christiane je v teh dveh tednih postala skupaj s sinom nevidna. Schiller je o odnosu med »Mademoiselle Vulpius« in Goethejem zapisal, da je to Goethejeva edina šibka točka in v enem izmed njunih pisem kritiziral pojmovanje Goethejeve predstave o sreči. Goetheja, ki je lahko bil zelo »nesramen« tudi do svojih prijateljev, je motila predvsem Schillerjeva naklonjenost kartam in tobaku. Anekdota, da lahko Schiller pesni le ob vonju gnilih jabolk, prihaja ravno iz Goethejevih ust.
Rezultat sodelovanja dveh pesnikov, je bil leta 1795 mesečnik »Die Horen«. Pri pisanju in izdaji tega časopisa, so sodelovali najbolj znani pisatelji in filozofi takratnih časov, med katere štejemo Herderja, Fichteja, Augusta Wilhelma Schlegla, brata Humboldt, Johanna Heinricha Voβa in Friedricha Hölderlina. Schiller je kljub zavzetosti pri delu s časopisom, zaključil z razpravo O naivnem in sentimentalnem pesnenju (Über naive und sentimentalische Dichtung). Poleg časopisa „Die Horen“, je od leta 1796 do 1800 izhajal „Musenalmanach“, kjer so prav tako sodelovali Goethe, Herder, Tieck, Hölderlin in August Wilhelm Schlegel. V drugem letnik „Musenalmanacha“ so izšli distihi Schillerja in Goetheja „Xenien“, v katerih pesnika kritizirata literarne nepravilnosti svojih časov. Izraz »Xenien« prihaja iz grškega jezika in pomeni »darila gostov«, Goethe pa je ta izraz uporabil ironično. 
Leto 1797 je poznano kot leto balad, saj je Schiller v tem letu napisal Potapljača (Der Taucher), Rokavico (Der Handschuh), Polikratesov prstan (Der Ring des Polykrates), Boj z zmajem (Der Kampf mit dem Drachen) in druge. Uspehi na delovnem področju ter delovna vnema, so se prepletali z malo manj, včasih pa tudi z malo bolj prijetnimi dogodki v zasebnosti. Eno leto prej, torej 1796, sta umrla Schillerjeva sestra Nanette in njegov oče, rodil pa se je njegov drugi sin Ernst Friedrich Wilhelm.

### Selitev v Weimar z družino
Po tem, ko se je 11. Oktobra 1799 rodila Friedrichova hčerka Caroline Henriette Luise, so se Schillerjevi 3. decembra preselili v Weimar, kjer so jim 16. Novembra 1802 podelili listino, ki je družino povzdignila v plemiški stan. Od sedaj naprej, se je pesnik imenoval Friedrich von Schiller. V istem letu je umrla Friedrichova mati.
Motivacije za pisanje pa le ni izgubil. Dokončal je dramatično delo Valenštajn (Wallenstein), Zvončkovo pesem (Das Lied von der Glocke), leta 1800 je dokončal dramo Maria Stuart (Maria Stuart), leta 1801 tragedijo Devica Orleanska (Die Jungfrau von Orleans), izdana pa je bila tudi pesem Prihod novega stoletja (Der Antritt des neuen Jahrhungderts).
Leta 1803 je zaključil s pisanjem Neveste iz Messina (Die Braut von Messina), 18. Februarja 1804 Viljama Tella (Wilhelm Tell), ki je njegovo zadnje zaključeno delo, začel pa je že s pisanjem Demetriusa (Demetrius), ki ga ni več uspel dokončati. 25. Julija 1804 se je rodila Friedrichova hčerka Emilia Friederike Henriette, sam pa je vedno pogosteje bolehal. 

### Zadnja leta
Februarja 1805 se je Schillerjevo zdravstveno stanje tako poslabšalo, da se nikakor ni mogel več pozdraviti. A še tik pred smrtjo je zaključil prevod Jean Racinove klasične tragedije Phèdre (1677). 1. maja je zadnjič s svojim prijateljem Goethejem obiskal gledališče, le devet dni zatem, 9. maja, pa je komaj 46. letni umetnik zaradi pljučnice, ki se je razvila iz tuberkuloze umrl. Obdukcija je pokazala, da je bila leva polovica njegovih pljuč popolnoma uničena, prav tako ledvice, vranica in žolčnik sta bila močno povečana, srce pa se je skrčilo. Na smrtni postelji je Schillerja ovekovečil slikar Ferdinand Jagemann, posmrtno masko pa je odtisnil Johann Christian Ludwig Klauer. 
Schillerja so pokopali na Jakobovem pokopališču (Jacobsfriedhof) v Weimarju, ker pa identifikacija posmrtnih ostankov ni bila več mogoča, so tiste, ki so bili najverjetneje od pesnika, prestavili v knjižnico Anne Amalie. Jeseni 1826, si je Goethe »izposodil« Schillerjevo lobanjo iz knjižnice, da bi ob pogledu nanjo napisal pesem. Nastala je pesem Ob pogledu na Schillerjevo lobanjo (Bei Betrachtung von Schillers Schädel). 16. decembra 1827 so Schillerjeve posmrtne ostanke prestavili v knežjo grobnico, kjer je želel biti »ob Schillerju« pokopan tudi Goethe.

### Schillerjevi posmrtni ostanki
Leta 1911 so v grobnici, kjer so pokopali Schillerja našli še eno lobanjo, za katero so domnevali, da je njegova. Med strokovnjaki so sledili leta in leta dolgi prepiri, katera lobanja je prava in ker se niso mogli zediniti, sta Radio osrednje Nemčije (der Mitteldeutscher Rundfunk MDR) in Fundacija weimarske klasike (die Klassik Stiftung Weimar) pričela z iskanjem Schillerjeve lobanje ("Der Friedrich-Schiller-Code"). Raziskave leta 2008 so pokazale, da nobena izmed teh dveh lobanj ne pripada Schillerju. Zanesljive rezultate so znanstveniki dobili na podlagi primerjav DNA Schillerjevih sester z obema lobanjama iz knežje grobnice. Neodvisno drug od drugega, se ujemajo rezultati raziskav dveh različnih laboratorijev, tako da tudi rekonstrukcija obraza ne bi nič spremenila in ker so preiskave skeleta pokazale, da se niti ena izmed kosti ne ujema z DNA katere izmed lobanj, pripadajo pa najmanj trem različnim ljudem, so se pri Fundaciji weimarske klasike (die Klassik Stiftung Weimar) odločili, da vrnejo prazno Schillerjevo krsto v knežjo grobnico, lobanje pa ne bodo več iskali. Znanstveniki Univerze v Freiburgu so po neuspelem pregledu celotne zbirke lobanj Univerze Eberharda Karla v Tübingenu raziskave zaključili.

## Schiller in zgodovina
Shillerjevo zanimanje za zgodovino je v celoti zaznamovano s spektrom idej razsvetljenstva (Aufklärung), ki jih je dodelal ter razvil v svojih spisih o estetiki - O estetski vzgoji človeštva (Über die ästhetische Erziehung des Menschen) ter O naivnem in sentamentalnem pesnjenju (Über naive und sentimentalische Dichtung). Estetiziranje zgodovine kot znanosti, antropološki preobrat, obravnavanje človeka kot objekt zgodovine, razvoj vzgojne funkcije zgodovine ter proklamacija metode zgodovinske analogije so tisti ključni elementi, ki so v Schillerjevih delih Zgodovina padca združene Nizozemske in Zgodovina tridesetletne vojne prispevali k nadaljnjemu razvoju Schillerjevega historičnega razmišljanja in k nastanku klasične zgodovinske drame.

## Schillerjev prispevek h književnosti
Schiller je živel v času francoske revolucije, med absolutizmom in med začetki demokracije. Meščani niso imeli možnosti oz. znanja ustvariti in izraziti lastno mnenje, zato je to funkcijo prevzela literatura in prispevala k njihovi samopodobi. Patos in senzibilnost Schillerjevih del sta do leta 1785 izraz razvoja človečnosti, ki je veliko nasprotje dotakratne aristokracije. Zvrst, ki to najbolje prikaže je meščanska žaloigra.
Po obdobju od leta 1785 pa vse do 1795, v katerem so nastala dela kot je npr. drama Don Carlos, ali pa temeljne razprave literarne teorije O estetski vzgoji človeka (Über die ästhetische Erziehung des Menschen) ter O naivnem in sentimentalnem pesnjenju (Über naive und sentimentalische Dichtung), so med letoma 1795 in 1805 že nastajale drame, ki jih umeščamo v ti. weimarski klasicizem. Temeljni namen teh je bil uresničiti idejo o estetski vzgoji človeka, torej združiti občutke z razumom. Z menjavanjem idiličnosti in dramatičnosti je Schiller želel izoblikovati estetičnega človeka, ki bi bil temelj prehoda sedanjega stanja države v razumno državo, hkrati pa je bil to program proti francoski revoluciji ter sedanji politiki.
Schillerjeva filozofija pisanja torej ni bila le napisati jezikovno in slogovno bogato dramo, kot so npr. Razbojniki (Die Räuber), Don Karlos (Don Carlos), Devica Orleanska (Die Jungfrau von Orleans) ali Viljem Tell (Wilhelm Tell), ampak predvsem ta, da bi nemško govorečim bralcem približal razum, humanitarne ideale ter ideale svobode. Kot je Schiller sam napisal, je »prispevek k pravi politični svobodi najbolj izpopolnjena umetnost« (O estetski vzgoji človeka, drugo pismo).

## Recepcija Schillerjevih del
Schillerjevih del niso brali le v Nemčiji. Dobro so bila sprejeta in brana tudi drugje po Evropi, kot recimo v še nezedinjeni Italiji ali v caristični Rusiji. Razlika je bila le v tem, kako so pesnika dojemali v tujini. Nekaterim je predstavljal pesnika svobode, nekateri pa so v njem videli zavetnika meščanske olike. Zaradi njegove moči izražanja je veliko katera izmed njegovih zapisanih besed in dialogov postala krilatica. Leta 1859 so 100. obletnico Schillerjevega rojstva praznovali po vsej Evropi in v ZDA. 
Branje Schillerja je v 19. stol. in v začetkih 20. stol postalo vse bolj popredmeteno in manj literatni užitek. Schillerja se je večina bralcev dotaknila že zaradi tega, ker so njegova dela postala s šolsko reformo v 19. stol. obvezno čtivo, vse bolj pa je predstavljal »zlato rezervo« pri socialnem vzponu. Kot pesnika svobode, so ga zelo cenili v delavskem gibanju in pri združenju za izobraževanje delavcev nemškega govornega področja. 
Po Hitljerjevem vzponu so poskušali Schillerja prikazati kot »nemškega pesnika«, a že 1941 je Hitler prepovedal uprizoritev Viljema Tella  ter Dona Karlosa. 
V NDR je veljal Schiller za naprednejšega meščana, ki je utrl pot komunizmu, zato so se trudili, da bi ga ideološko vključili medse. Leta 1959 so ob 200. obletnici Schillerjevega rojstva prirejali praznovanja, a v kasnejših obdobjih, tudi v NDR že niso več uprizarjali preveč svobodnjaških del kot je recimo Don Karlos. 
Ob 150. letnici smrti Schillerja je Thomas Mann tik pred svojo smrtjo maja 1955 pripravil govor z naslovom Poskus o Schillerju (Versuch über Schiller), ki so mu lahko prisluhnili na obeh straneh takrat še razdvojene Nemčije. Govor ni bil le neke vrste izpoved ljubezni Schillerju, ampak predvsem poziv ljudstvu, ki se iz prejšnjih dveh vojn ni veliko naučilo. V Weimarju je ob isti obletnici pripravil govor takratni minister za kulturo NDR, Johannes R. Becher.
V Schillerjevem letu 2005 se je izkazalo, da so Schillerjeva dela v združeni Nemčiji cenjena le zaradi obletnice in ne zaradi individualnih interesov bralcev ali gledalcev. Literarna zgodovina, ki se navezuje predvsem na Schillerja je sicer napredovala, a v medijih je bil njegov spominski dan obravnavan le zgolj biografsko. Nad recitiranjem Schillerjevih tekstov so poslušalci navdušeni, parodije in moderno predelani teksti pa le niso mogli imeti posebnega efekta, saj že originali niso bili poznani med občinstvom. Dandanes med gledalci ali med bralci ne obstaja več tip meščanskega intelektualca, ki bi si Schillerjeva dela vtisnil v spomin ali jih samoumevno razumel. 
Vse zgoraj napisano je posebej zanimivo za literarne sociologe. Ameriški zgodovinar Eugen Rosenstock-Huessy je povedal, da so mlajše generacije po velikih socialnih spremembah in pod njihovim vplivom iz spomina izgubile veliko znanja o kulturi izpred 130 let. V letu 2007 so Schillerjeva dela dobro poznana le v maloštevilnih kulturniških elitah, a vseeno bolje, kot so Schillerjevi sodobniki poznali baročno literaturo.

## Schillerjeve sorodstvene vezi
Veliko znanih pesnikov, pisateljev in znanstvenikov nemškega govornega področja je v sorodu s Schillerjem.
- Friedrich Hölderlin (1770-1843)
- Friedrich Wilhelm Joseph Schelling (1775–1854)
- Ludwig Uhland (1787–1862)
- Wilhelm Hauff (1802−1827)
- Eduard Mörike (1804–1875)
- Friedrich Theodor Vischer (1807–1887)
- Karl Gerok (1815–1890)
- Gustav von Schmoller (1838–1917)

## Dela

### Dramatika
- Razbojniki (Die Räuber, 1781)
- Spletkarstvo in ljubezen (Kabale und Liebe, 1783; sl. 1874)
- Fiescova zarota (Die Verschwörung des Fiesco zu Genua, 1784)
- Körnerjevo dopoldne (Körners Vormittag, 1787)
- Don Karlos (Don Carlos, 1787/88; sl. 1960)
- Valenštajn trilogija (Wallenstein-Trilogie, 1799; sl. 1866)
- Maria Stuart (Maria Stuart, 1800; sl. 1923)
- Devica Orleanska (Die Jungfrau von Orléans, 1801; sl. 1848)
- Nevesta iz Messine (Die Braut von Messina, 1803)
- Viljem Tell (Wilhelm Tell, 1803/04; sl. 1862)
- Poklon umetnosi (Die Huldigung der Künste, 1804)
- Demetrius (Demetrius, 1805)

### Proza
- Zločinec zaradi izgubljene časti (Der Verbrecher aus verlorener Ehre, 1786)
- Videc duhov (Der Geisterseher) (Fragment)
- Velikodušno dejanje (Eine großmütige Handlung)

### Poezija
- Elegije ob prezgodnji smrti Johanna Christiana Weckherlinsa (Elegie auf den frühzeitigen Tod Johann Christian Weckherlins, um 1781)
- Hvalospev radosti (Ode an die Freude, 1786; sl. 1974)
- Resignacija (Resignation, 1786)
- Grški bogovi (Die Götter Griechenlands, 1788)
- Hektorjevo slovo (Hektors Abschied, 1790)
- Prekrita slika Saisa (Das verschleierte Bild zu Sais, 1795)
- Delitev zemlje (Die Teilung der Erde, 1795)
- Potapljač (Der Taucher, 1797)
- Žerjav Ibyskusa (Die Kraniche des Ibykus, 1797)
- Vitez Toggenburg (Ritter Toggenburg, 1797)
- Rokavica (Der Handschuh, 1797)
- Pot do železnega kladiva (Der Gang nach dem Eisenhammer, 1797)
- Polykratesov prstan (Der Ring des Polykrates, 1798)
- Boj z zmajem (Der Kampf mit dem Drachen, 1798)
- Meščanstvo (Die Bürgschaft, 1798)
- Pesem zvonov (Das Lied von der Glocke, 1799)
- Prihod novega stoletja (Der Antritt des neuen Jahrhunderts, 1800)
- Praznovanje zmage (Das Siegesfest, 1803)

### Filozofski spisi
- Filozofija fiziologije (Philosophie der Physiologie, 1779)
- Poskus razprave o povezavi med človeškim nagonom in duhom (Über den Zusammenhang der tierischen Natur des Menschen mit seiner geistigen, 1780)
- Oder, ustanova morale (Die Schaubühne als eine moralische Anstalt betrachtet, 1784)
- O vzroku užitka pri tragičnosti (Über den Grund des Vergnügens an tragischen Gegenständen, 1792)
- O milini in dostojanstvu (Über Anmut und Würde, 1793)
- Kalliasova pisma (Kallias-Briefe, 1793)
- O estetski vzgoji človeka (Über die ästhetische Erziehung des Menschen, 1795; sl. 2003)
- O naivnem in sentimentalnem pesnjenju (Über naive und sentimentalische Dichtung, 1795)
- O diletantismu (Über den Dilettantismus, 1799)
- O vzvišenem (Über das Erhabene, 1801)

### Zgodovinska dela
- Zgodovina padca združene Nizozemske (Geschichte des Abfalls der Vereinigten Niederlande von der spanischen Regierung, 1788)
- Kaj pomeni in kdaj študirati univerzalno zgodovino? (Was heißt und zu welchem Ende studiert man Universalgeschichte?, 1790)
- Zgodovina tridesetletne vojne (Geschichte des dreißigjährigen Krieges, 1790)

### Časopisje
- Wirtemberški repertorij (Wirtembergisches Repertorium)
- Thalia
- Die Horen (1795)

## Uglasbitve
Schillerjeve drame in pesmi so številne komponiste, deloma originali in deloma priredbe, navdihnile, da so jih uglasbili.
- Meščanstvo (Die Bürgschaft, Franz Schubert)
- Don Carlos (Don Carlos, opera Giuseppa Verdija)
- Devica Orleanska (Die Jungfrau von Orleans, opera Giuseppa Verdija)
- Spletkarstvo in ljubezen (Kabale und Liebe, Luisa Miller, opera Giuseppa Verdija)
- Razbojniki (Die Räuber, operi Giuseppa Verdija in Giselher Klebeja)
- Viljem Tell (Viljem Tell, opera Gioachina Rossinija)
- Maria Stuart (Maria Stuart, opera Gaetana Donizettija)
- Valenštajn (Wallenstein, glasbena tragedija Jaromira Weinbergerja)
- Pesem zvonov (Das Lied von der Glocke, oratorija Andreasa Romberga in Maxa Brucha)
- Oda radosti (An die Freude, Ludwig van Beethoven, zadnji stavek 9. simfonije)
- Nänie (Nänie, zborovska skladba, Johannes Brahms, Hermann Goetz in Carl Orff)

## Poimenovanja
- Schillerjev nacionalni muzej, spominsko obeleženje Friedrichu Schillerju in drugim pesnikom nemškega govornega bodročja
- Nemški literarni arhiv, največji literarni arhiv nemškega govornega področja s prostim dostopom
- Schillerjeva hiša (Weimar)
- Schillerjeva hiša (Leipzig)
- Schillerjev vrt (Dresden), ena najstarejših gostiln v Dresden-Blasewitzu
- Muzej: Schillerjeva hiša (Mannheim)
- Schillerjeva družba, ena izmed največjih literarnih družb v Nemčiji
- Schillerjevo društvo (Weimar), samostojno hčerinsko društvo Schillerjeve družbe iz Marbacha
- Fundacija Schiller, Nemčija; najstarejša privatna ustanova namškega govornega področja, za podporo pisateljem
- Fundacija Schiller, Švica; fundacija za podporo pisateljem

### Schillerjeve nagrade
Poznane so naslednje Schillerjeve nagrade:
- Schillerjeva ljudska nagrada
- Schillerjeva spominska nagrada Baden-Württemberga
- Schillerjeva nagrada mesta Mannheim
- Scillerjeva nagrada mesta Marbach ob reki Neckar
- Schillerjeva nagrada Züriške kantonske banke
- Častna premija Schillerjeve fundacije v Nemčiji
- Shillerjeva nagrada DKEG-ja
- Nagrada švicarke fundacije Schiller
- Schillerjev prstan

## Anekdota o gnilem jabolku
Goethe je obiskal Schillerja na njegovem domu, a ker slednjega ni bilo doma, je Goetheja Schillerjeva žena napotila naj počaka v Schillerjevi delovni sobi, dokler se ta ne vrne. In res se je Goethe namestil za Schillerjevo pisalno mizo in pisal lastne zapiske, na kar mu je postajalo čedalje bolj slabo, da je skoraj omedlel. Goethe je poiskal vir slabega zraka in smradu, ki je očitno prihajal iz Schillerjevega predalnika. Bil je ves začuden, ko je odkril, da ima Schiller v predalniku polno gnilih jabolk. Goethe jih je nato pometal skozi okno in prezračil smrdečo delovno sobo. To je opazila Schillerjeva žena, ki je Goetheju pojasnila, da gnila jabolka tam niso po nesreči, pač pa jih Schiller potrebuje za delo in navdih, saj v čistem zraku ne more živeti in delati.